# Plopeni (Suceava megye)
Plopeni település Romániában, Moldvában, Suceava megyében.

## Fekvése
Az E85-ös úton, Suceava és Salcea közt fekvő település.

## Leírása
Plopeninek a 2002 évi adatok szerint 2691 lakosa volt.

## Nevezetességek
- Temploma - Nagyboldogasszony tiszteletére épült 1753-ban.